# Christian Frattima
Cristian Domenico Francesco Frattima, conosciuto semplicemente come Christian Frattima (Paola, 16 aprile 1984), è un direttore d'orchestra e di coro, professore di Economia della cultura, direttore artistico e divulgatore italiano.

## Biografia
Diplomatosi in violino a diciassette anni e perfezionatosi con Salvatore Accardo e Pasquale Pellegrino, dopo il diploma inizia a studiare canto lirico, composizione e scienze economiche. Iniziato lo studio direttoriale prima con Ennio Nicotra, e poi con Dejan Pavlov, approda a Vilnius nel 2008 per studiare con Juozas Domarkas, già direttore principale e fondatore della Lithuanian National Philharmonic Society. 
Dal 2010 al 2011 lavora come direttore d'orchestra al Klaipeda State Music Theatre dove dirige diversi concerti e opere di repertorio, e dal 2011 al 2012 al Teatro Nazionale Lituano dell'Opera e Balletto, dove dirige la prima nazionale de Le nozze di Figaro di Wolfgang Amadeus Mozart (regia di Emilio Sagi), e Otello di Giuseppe Verdi (regia di Eimuntas Nekrošius). Nel 2011 consegue la laurea magistrale in direzione d'orchestra sinfonica alla Lithuanian Academy of Music and Theatre. Nello stesso anno dirige il concerto ufficiale per il 150° della Unità d'Italia alla Lithuanian National Philharmonic Society e alla Kaliningrad Philharmonie, e diversi concerti con l'Orchestra del Teatro Francesco Cilea, con la Lithuanian National Symphony Orchestra, e soprattutto con la Lithuanian Chamber Orchestra con la quale principia un sodalizio stabile. Sempre nel 2011 dirige, per la stagione opera, Cavalleria Rusticana di Pietro Mascagni e Pagliacci di Ruggero Leoncavallo (regia di Alessio Pizzech) al Teatro Cilea di Reggio Calabria e al Teatro Goldoni di Livorno. Dal 2012 a oggi Frattima ha diretto opere in Lituania, Spagna, Italia, Russia, Egitto e Cina.
Dal 2012 al 2015 si perfeziona con Valerij Gerg'ev, Eri Klas, Claudio Abbado, ma è l'incontro con il padre dell'interpretazione storicamente informata Nikolaus Harnoncourt a influenzare maggiormente la sua vita professionale e le sue scelte. A partire dal 2013 infatti Frattima, dopo un periodo trascorso al Teatro alla Scala di Milano, inizia a dedicarsi primariamente alla filologia musicale e al repertorio pre-romantico. Nel 2014 fonda l'orchestra e compagnia d'opera storicamente informata Coin du Roi con la quale inizia un’intensa attività concertistica. Merito di Coin du Roi e del suo fondatore è quello di aver messo in scena, in prima filologica italiana, Xerxes di G. F. Händel, Apollo et Hyacinthus di W. A. Mozart, l'oratorio Il giardino di rose di Alessandro Scarlatti, e molti altri titoli. Dal 2017 al 2020 è direttore artistico del Riga & Rundale Early Music Festival, dal 2022 al 2024 è direttore artistico del festival di musica antica Banchetto Musicale e dell'orchestra barocca del festival. Nel 2021 fonda l'orchestra barocca Paliesiaus Dvaro Konsortas, della quale è ad oggi direttore artistico, e con il quale stabilmente mette in scena opere pre-romantiche interpretate storicamente (L'Italiana in Algeri, Dido and Aeneas).Collabora anche con il Palazzo dei Granduchi di Vilnius (sede concertistica di musica antica), per il quale si esibisce con cadenza regolare, ed è il responsabile della produzione operistica da camera in forma storicamente informata. Per il palazzo ha messo in scena, in prima nazionale, Il re pastore di W. A. Mozart, l'oratorio “San Casimiro re di Polonia” di Alessandro Scarlatti ed altri titoli. 

### Collaborazioni stabili e repertorio operistico
Dal 2023 Christian Frattima collabora stabilmente con la Kremerata Baltica in qualità di direttore, e dal 2011 con la Lithuanian Chamber Orchestra. Dal 2023 Christian Frattima è direttore artistico della cantoria maschile Varpelis della città di Kaunas, antica istituzione baltica. Dal 2023 è direttore artistico del teatro d'opera da camera Milano KammerOper, e dal 2022 direttore musicale del festival d'opera di Santander “Maskarade”. Dal 2021 è direttore artistico del festival “Zapyškis International Festival”, dal 2018 al 2021 è stato consulente musicale del “MusicaRiva Festival” di Riva del Garda.

## Studi economici e attività scientifica
Frattima è un economista della cultura. Ha studiato scienze economiche, ha seguito un master in management delle Performing Arts all'università SDA Bocconi di Milano, un master in management operistico presso OperaEuropa a Bruxelles. Ha conseguito un dottorato di ricerca in Economia del cinema e della musica. Dal 2018 insegna Economia della cultura e Policy dello spettacolo dal vivo alla Vilnius University. È autore di diverse pubblicazioni scientifiche sul tema dell'economia dello spettacolo dal vivo.

## Divulgazione
Frattima è un presentatore e produttore di documentari e pubblicazioni musicologiche. È ospite stabile delle trasmissioni televisive di divulgazione musicale “Žiemojimas su opera” e “Vasarojimas su opera”, in onda sul canale nazionale lituano Lrt.lt

### Documentarî
- “Retorica e affetti – alba, auge e tramonto dell'opera barocca'' per Sky Classica HD [2016],
- “Musette de Cour, un infini sonor'' per Mezzo TV [2018]
- "Prima del dittico" per Sky Classica HD [2017]
- "Apollo et Hyacinthus" per Sky Classica HD [2016]

### Pubblicazioni
- "Dialogo su armonia e contrappunto nella musica moderna" (Dialogue on harmony and counterpoint in modern music) , 2004 (Le muse, pp.12-16 Rubettino editore)
- “Influence of tango nuevo, ethnic, slavonian, and jazz music on G. Ligeti’s etudes pour piano”, 2013 ISBN 978-1470991968
- "Minimalismo, violentata concettualita' artistica" (Minimalism, raped artistic conceptuality), 2005 (Le muse, pp. 24-28 Rubettino editore)
- "Le sacre du printemps ed il sincretismo tra cristianesimo e paganesimo antico in Europa" (Le sacre du printemps" and syncretism between Christianity and ancient paganism in Europe), 2013 (Le muse, pp. 10-15 Rubettino editore, republished on "Rivista di musicologia italiana" SIDM editore
- "Shostakovic, Stalin, le sinfonie di guerra e lo Zdanovismo internazionale" (Shostakovich, Stalin, the symphonies of war and international Zhdanovism), 2014 (Le muse, pp. 8-13 Rubettino editore, republished on "Rivista dimusicologia italiana" SIDM editore)
- "Barocco e neo-barocco, considerazioni estetiche e formali" (Baroque and neo-baroque, haestetic and formal considerations ("SIDM rivista di musicologia italiana", year 2015, pp. 20-31)
- "Le trio-sonate di Pietro Locatelli"  2015 (10 pages, Art director's notes for EnsembleLocatelli's CD "Locatelli in Bergamo" Classica dal Vivo editore)
- "Beethoven, sinfonia nº5 in do minore op.67, l'influsso di M. Haydn e la genesi", 2015 (Orchestra in gioco online, ASLICO editore)
- "Mendelssohn, concerto per violino in mi minore op.64 tra l'odio di Wagner e il consenso di Brahms" 2015 (Orchestra in gioco online, ASLICO editore)
- "Storiografia essenziale dell'opera lirica italiana ed europera" 2015  (Orchestra in gioco online, ASLICO editore)
- "Mozart, Apollo et Hyacintus, sintesi primigenia di un genio assoluto" 2018  ("SIDM rivista di musicologia italiana")
- "Metadrammaturgia di un capolavoro senza tempo" ("SIDM rivista di musicologia italiana", year 2017, pp. 10-28)
- "Romance, canzone and lied, the pyramidal trinity in music", 2015 (Art director's notes for Davide Alogna and Karsiyaka orchestra's CD "Romances for violin" Brilliant musical editions)